# Sainte-Christie
Sainte-Christie é uma comuna francesa na região administrativa de Occitânia, no departamento de Gers. Estende-se por uma área de 9,91 km². Em 2010 a comuna tinha 557 habitantes (densidade: 56,2 hab./km²).